# 순정에 반하다
《순정에 반하다》는 2015년 4월 3일부터 2015년 5월 23일까지 방영된 JTBC 금토 드라마이다.

## 줄거리
피도 눈물도 없는 냉혈남이 새 심장을 얻은 후 오직 한 여자에게만 뜨거운 가슴을 지닌 감성 충만한 순정남으로 180도 달라지면서 벌어지는 로맨틱 힐링 드라마.

## 등장 인물

### 주요 인물
- 정경호 : 강민호 역 (아역 이태우)
- 김소연 : 김순정 역 (아역 한서진)
- 윤현민 : 이준희 역
- 진구 : 마동욱 역 (특별출연) (아역 최수한)

### 골드사 사람들
- 공현주 : 한지현 역
- 이시언 : 오우식 역

### 헤르미아 본사 사람들
- 박영규 : 강현철 역
- 미상 : 민혜리 역
- 미상 : 강성민 역
- 미상 : 강지민 역
- 김정석 : 윤두환 역
- 이수지 : 오미루 역
- 정유민 : 유유미 역

### 중부공장 사람들
- 안석환 : 마태석 역
- 남명렬 : 이정구 역

### 경찰서 사람들
- 조은지 : 나옥현 역
- 이달형 : 장종철 역
- 이유준 : 조상훈 역

### 그 외 인물
- 이윤상
- 정동규
- 남문철 : 강민호 부 역
- 권혁수
- 구혜령
- 최효상
- 정석용 : 노영배 역
- 남태부
- 손선근
- 기세형 : 흥신소 직원 역
- 미상 : 김하준 역
- 김해곤
- 이정성
- 강철성
- 권재원
- 고인범
- 김영옥 : 팥죽 할매 역
- 구건민
- 김의건
- 차승연

### 특별출연
- 김희정 : 강민호의 어머니 역
- 임성언 : 강민호의 비서 역
- 엄효섭 : 조남수 역 - 강민호의 주치의
- 황석정 : 환자 보호자 역
- 리키 김
- 김대령

### 우정출연
- 장태성

## 시청률
최저 시청률과 최고 시청률은 시청률 조사회사와 지역별로 시청률에 차이가 있을 수 있습니다.
| 2015년 | 2015년   | 2015년     |
| 회차   | 방송일   | AGB 시청률 |
| ------ | -------- | ---------- |
| 제1화  | 4월 3일  | 1.227%     |
| 제2화  | 4월 4일  | 1.662%     |
| 제3화  | 4월 10일 | 1.171%     |
| 제4화  | 4월 11일 | 1.550%     |
| 제5화  | 4월 17일 | 1.201%     |
| 제6화  | 4월 18일 | 1.594%     |
| 제7화  | 4월 24일 | 1.341%     |
| 제8화  | 4월 25일 | 1.509%     |
| 제9화  | 5월 1일  | 1.380%     |
| 제10화 | 5월 2일  | 1.465%     |
| 제11화 | 5월 8일  | 0.932%     |
| 제12화 | 5월 9일  | 1.653%     |
| 제13화 | 5월 15일 | 1.167%     |
| 제14화 | 5월 16일 | 1.092%     |
| 제15화 | 5월 22일 | 1.003%     |
| 제16화 | 5월 23일 | 1.531%     |